# Коробов В'ячеслав Миколайович
Коробов Вячеслав Миколайович (11 липня 1940 - 28 липня 2003) - український біохімік, учений і педагог. Вивчав питання регуляції процесів генерації і перетворення оксиду азоту в організмі ссавців за умов гіпоксичних стресів. Детально дослідив механізми антигіпоксичної дії карнозину . Автор понад 180 друкованих праць.

## Біографія
В. М. Коробов народився в місті Кем КФ АРСР у сім'ї службовців. В 1969 році закінчив біологічний факультет Львівського державного університету ім. Івана Франка. У 1973 р. захистив кандидатську дисертацію на тему: "Фізико-хімічні властивості і часткова первинна структура міоглобінів ондатри (Ondatra Zibethica) та бобра (Castor Fiber)". З 1969 року по 1975 рік молодший науковий співробітник проблемної лабораторії радіаційної і фізико-хімічної біології ЛДУ, а з 1976 р. - доцент кафедри біохімії ЛДУ. У 1996 році отримав звання Соросівського Доцента.  У 2003 р. захистив докторську дисертацію на тему: "Механізм адаптації ссавців до гіпоксії за участю гемопротеїнів". Останній рік життя працював на посаді завідувача лабораторії біооптики Інституту фізичної оптики у Львові.